# Lotus Cars
Lotus Cars es un fabricante inglés especializado en automóviles deportivos, con sede en Hethel, Norfolk, creada como Lotus Engineering Ltd por el ingeniero Anthony Colin Bruce Chapman en 1948. En los años 1960 y 70 participó activamente en las carreras de Fórmula 1.
Chapman murió en 1982, dejando tras de sí una delicada situación financiera con el proyecto DeLorean, por el cual es probable que hubiera debido responder ante la justicia.
En 1986, la compañía fue adquirida por General Motors y revendida en 1993 al grupo ACBN de Luxemburgo, que es una compañía controlada por el empresario italiano Romano Artioli, propietario también de Bugatti. En 1996, la mayoría de las acciones de Lotus fueron vendidas a Perusahaan Otomobil Nasional Bhd (Proton), empresa automotriz del estado de Malasia. Actualmente Lotus es propiedad de la empresa automotriz china Geely.
La compañía también actúa como consultor de ingeniería, realiza desarrollos, particularmente de suspensión para otros constructores.

## Modelos

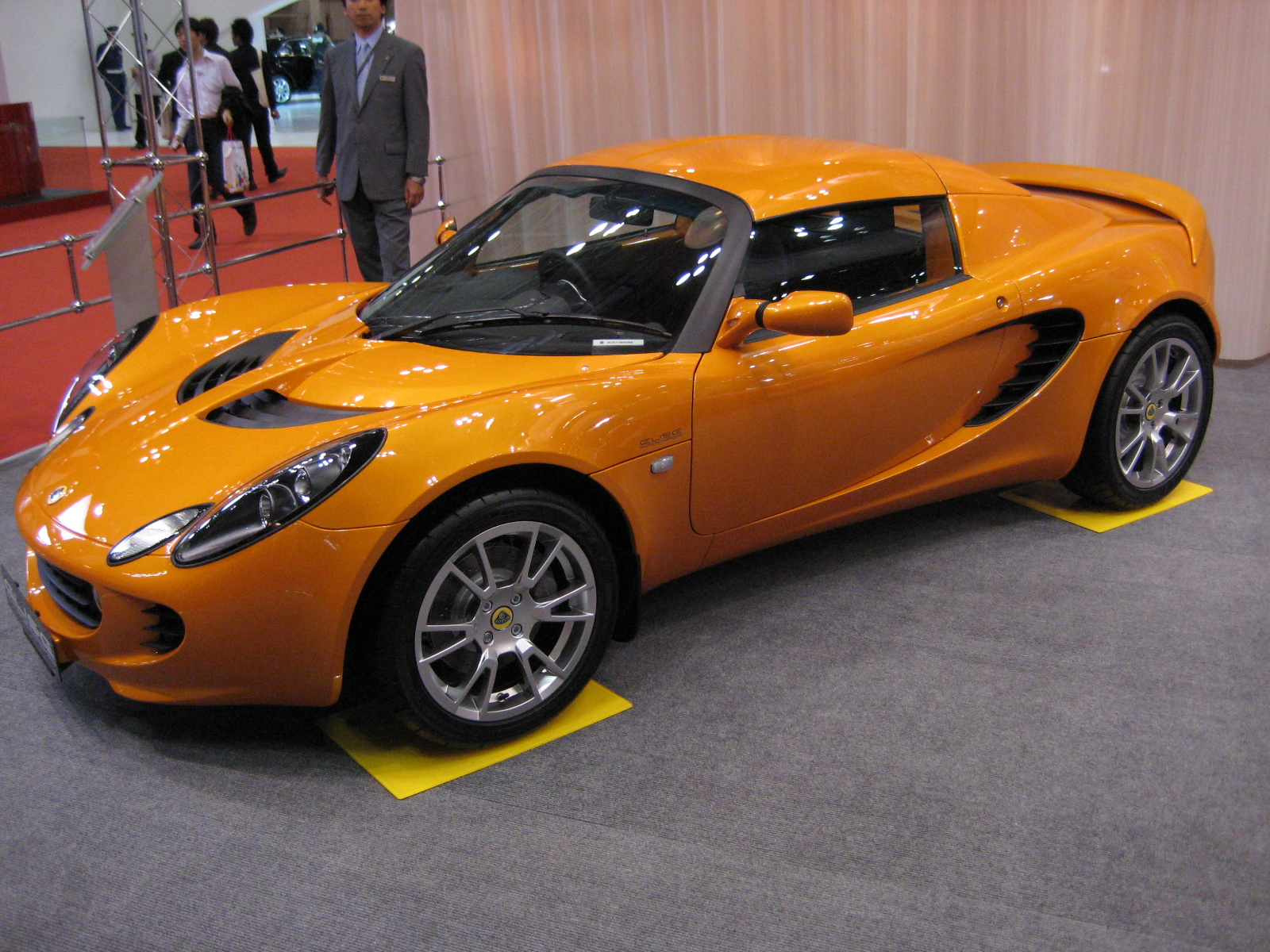
Elise SC de 2007

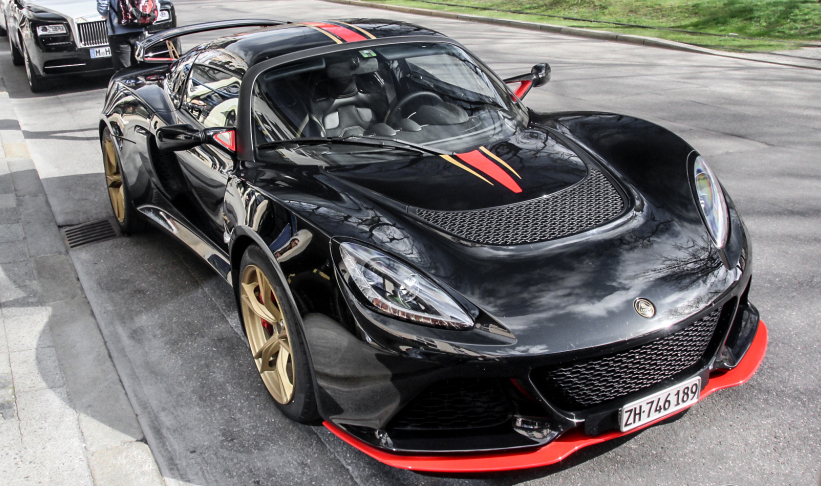
Exige S LF1 de la Serie 3

Tradicionalmente los automóviles que ha fabricado se han caracterizado por priorizar la ligereza antes que la potencia. El Elise es un coche de gran ligereza, cuyo chasis solamente pesa 650 kg (1433 libras) y el conjunto de todo el vehículo solamente pesa 820 kg (1808 libras), de reducido tamaño y una gama de potencias generosas, pero muy por debajo de lo esperado de un deportivo de tal grado de dinamismo. Seguramente se trata del vehículo de producción de esas características más rápido del mundo y además supera de largo a muchos otros más potentes.
Los motores de origen Toyota van de 160 a 221 CV (158 a 218 HP) (118 a 163 kW) de la versión Exige, que tiene algunas diferencias aerodinámicas. Permiten al más rápido de ellos una aceleración de 0 a 100 km/h (0 a 62 mph) en 4.1 segundos y una velocidad máxima de 236 km/h (147 mph).
A pesar de sus 750 kg (1653 libras), lo convierten en uno de los mejores coches, quizás el mejor que hay para un tramo de curvas reviradas.
El Europa S pretende ser un modelo más utilizable, pero sin perder el carácter deportivo Lotus. Es algo más amplio y más refinado, con pocas concesiones a la comodidad, lujo, entre otras, pero tiene algunas más que el Elise y el Exige.
Lotus ha diseñado el modelo llamado Two Eleven, que ofrece 250 CV (247 HP; 184 kW) de potencia. La apariencia visual es la de un buggy, no tiene lunas y trae un diseño de vinilos de serie. Existen dos modelos que se distinguen por el color.
También han diseñado una nueva versión del Exige llamada "Exige Cup", siendo la más deportiva de la gama.

### Anteriores

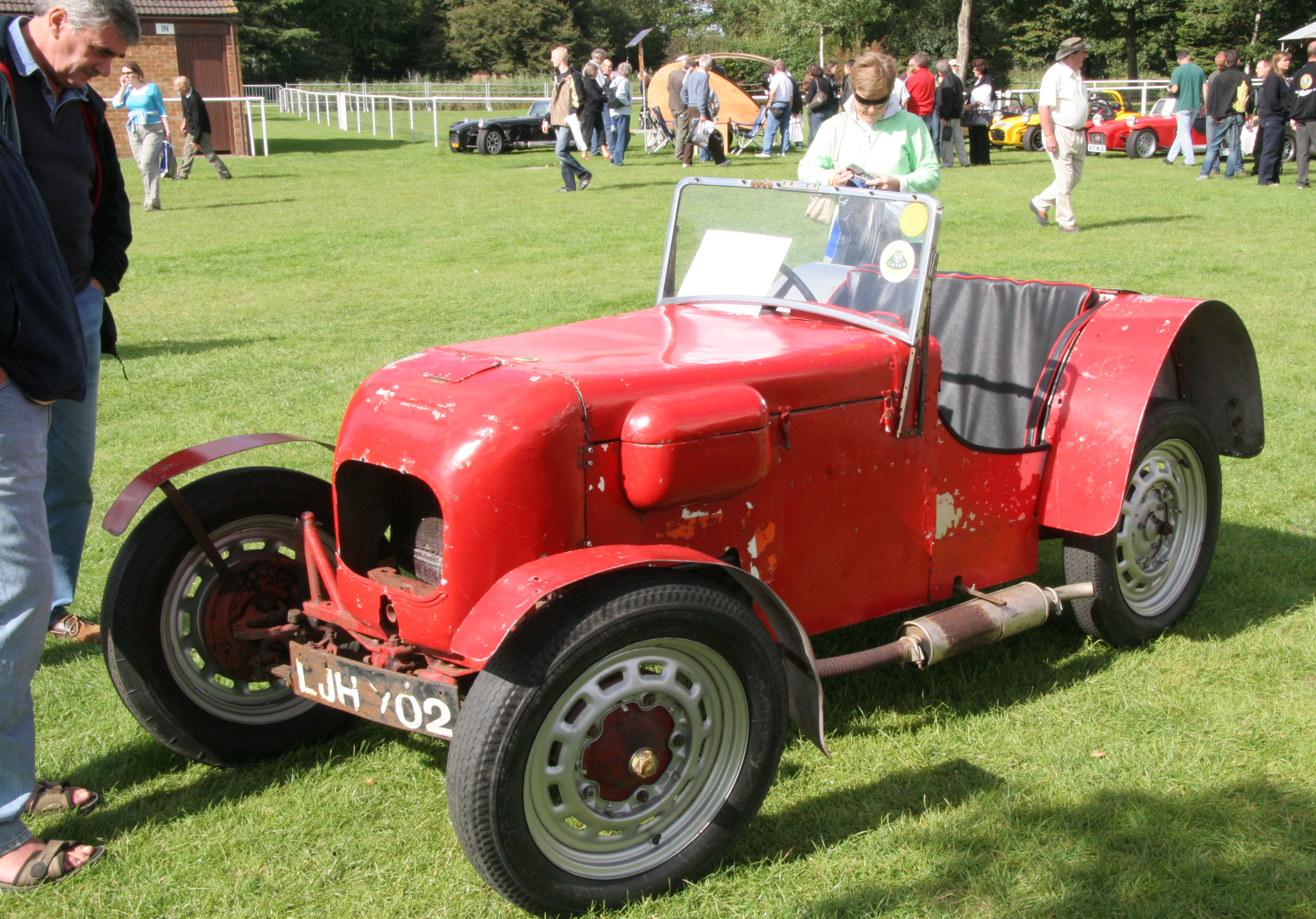
Mark II

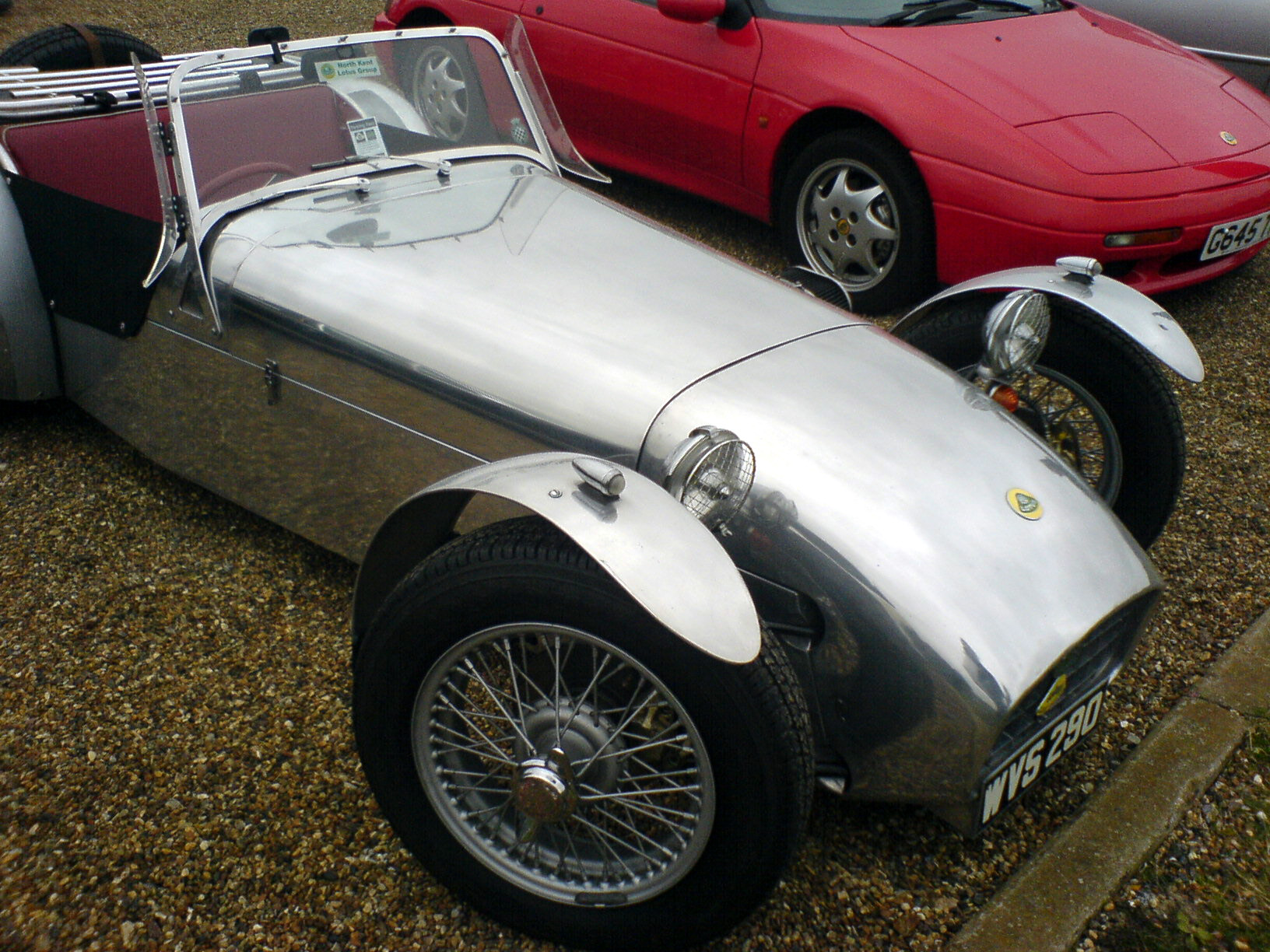
Seven Series 1 de 1959

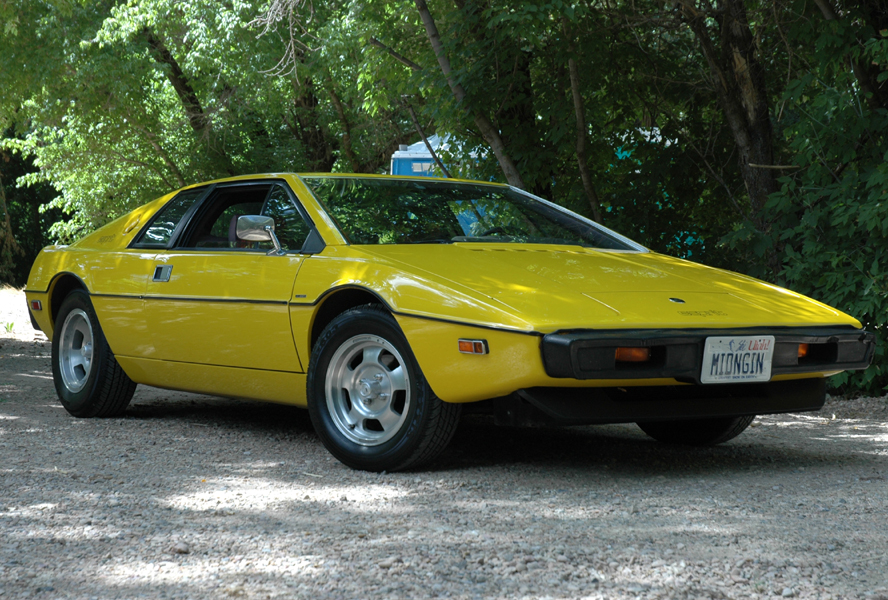
Esprit S1 de 1977 en Estados Unidos

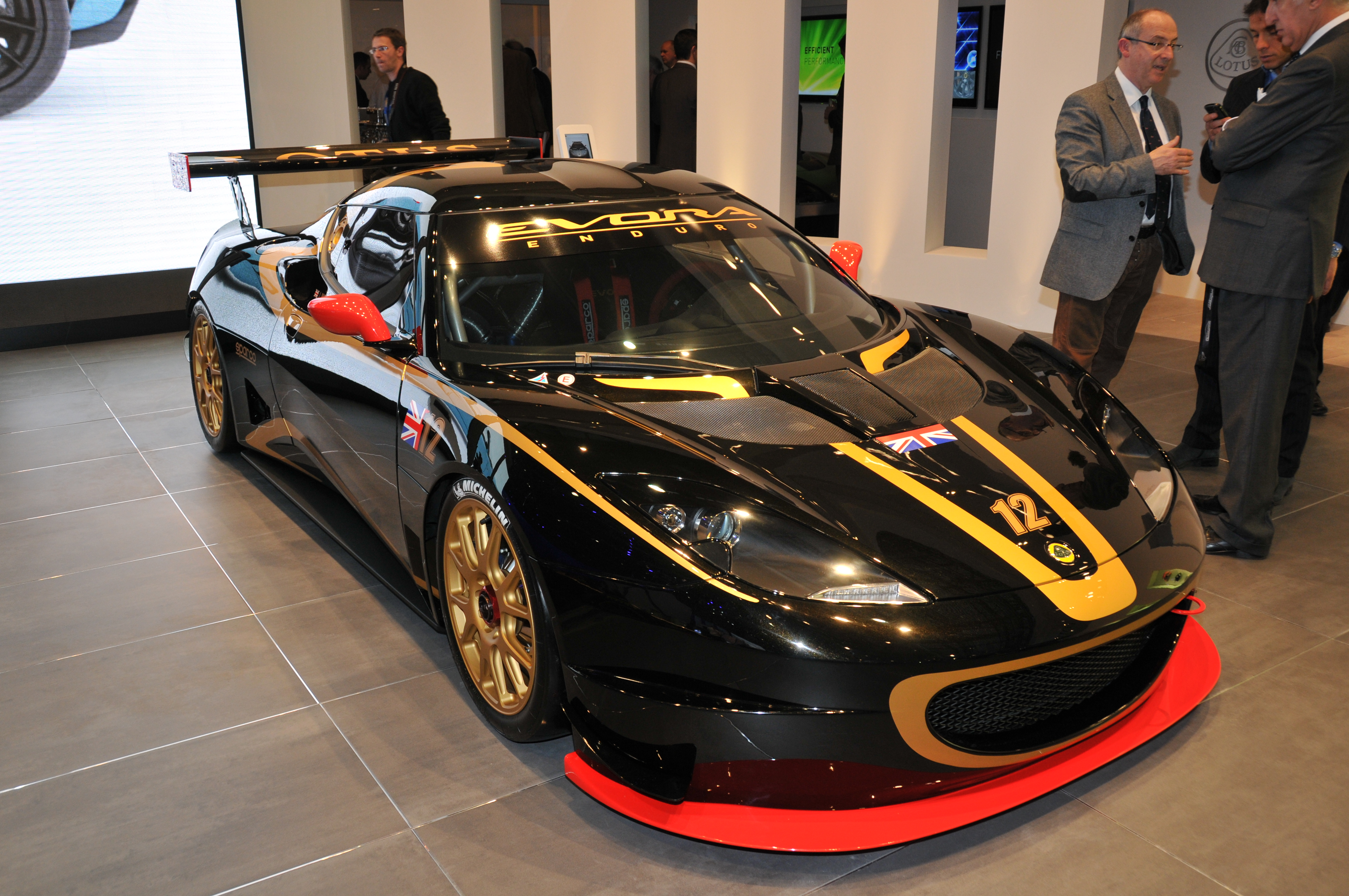
Evora

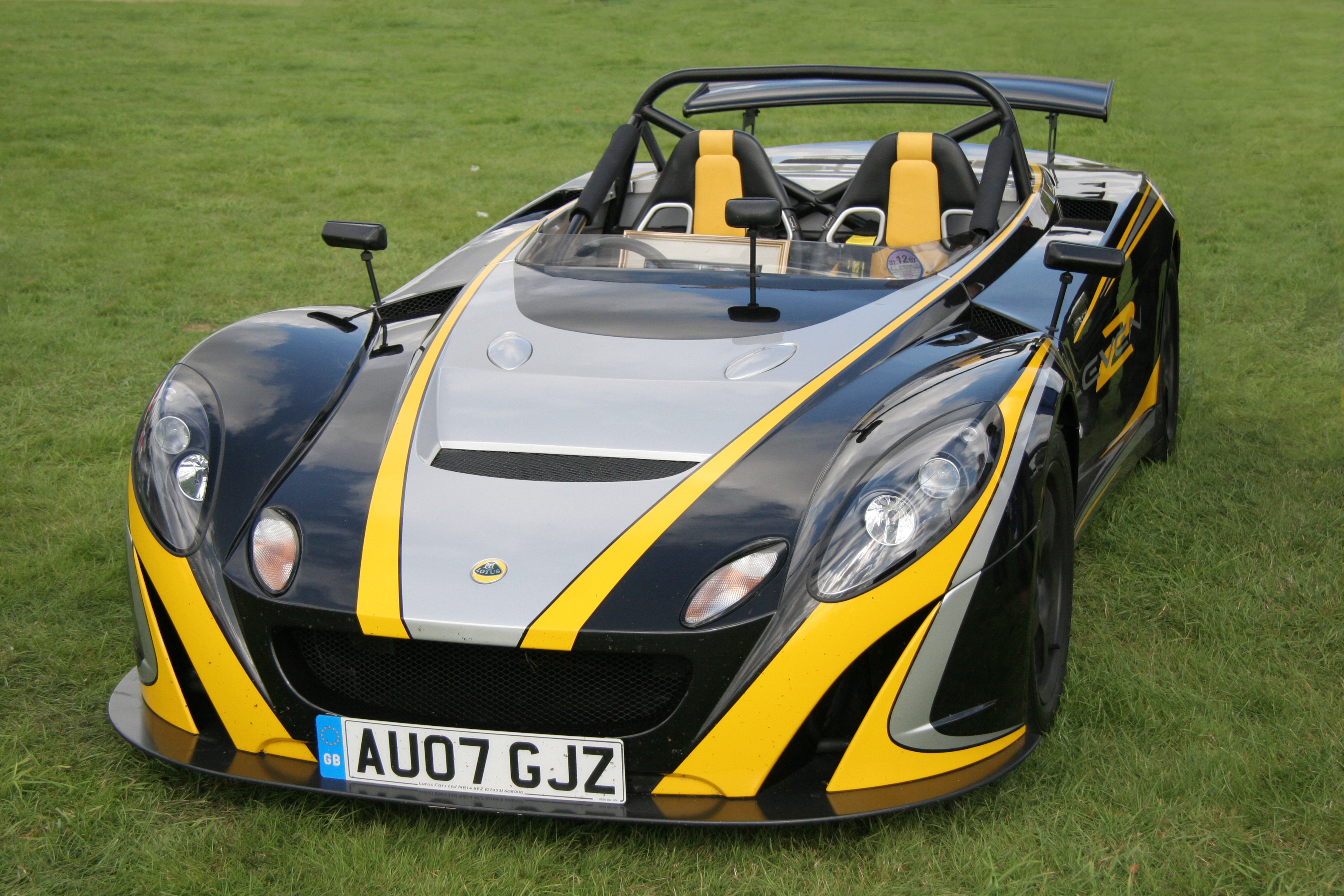
2-Eleven

- Mark I
- Mark II
- Mark III
- Mark IV
- Mark V
- Mark VI
- Mark VII
- Mark VIII
- Mark IX
- Mark X
- Eleven S1 y S2
- 12
- Seven
- Elan
- Europa S
- Elite
- 16
- 17
- 18
- 19
- 20
- 21
- 22
- 23
- 24
- 25
- 27
- Cortina
- 30
- 31
- 33
- 34
- 35
- 38
- 41
- 42
- 43
- 44
- 48
- 49
- 51
- 55
- 56
- 59
- 62
- 63
- 64
- 69
- Excel
- Esprit[3]
- 340R
- Elise
- Exige
- Evora
- 2-Eleven
- 3-Eleven

### Actuales
- Lotus Evija
- Lotus Emira

## En competición

### Fórmula 1

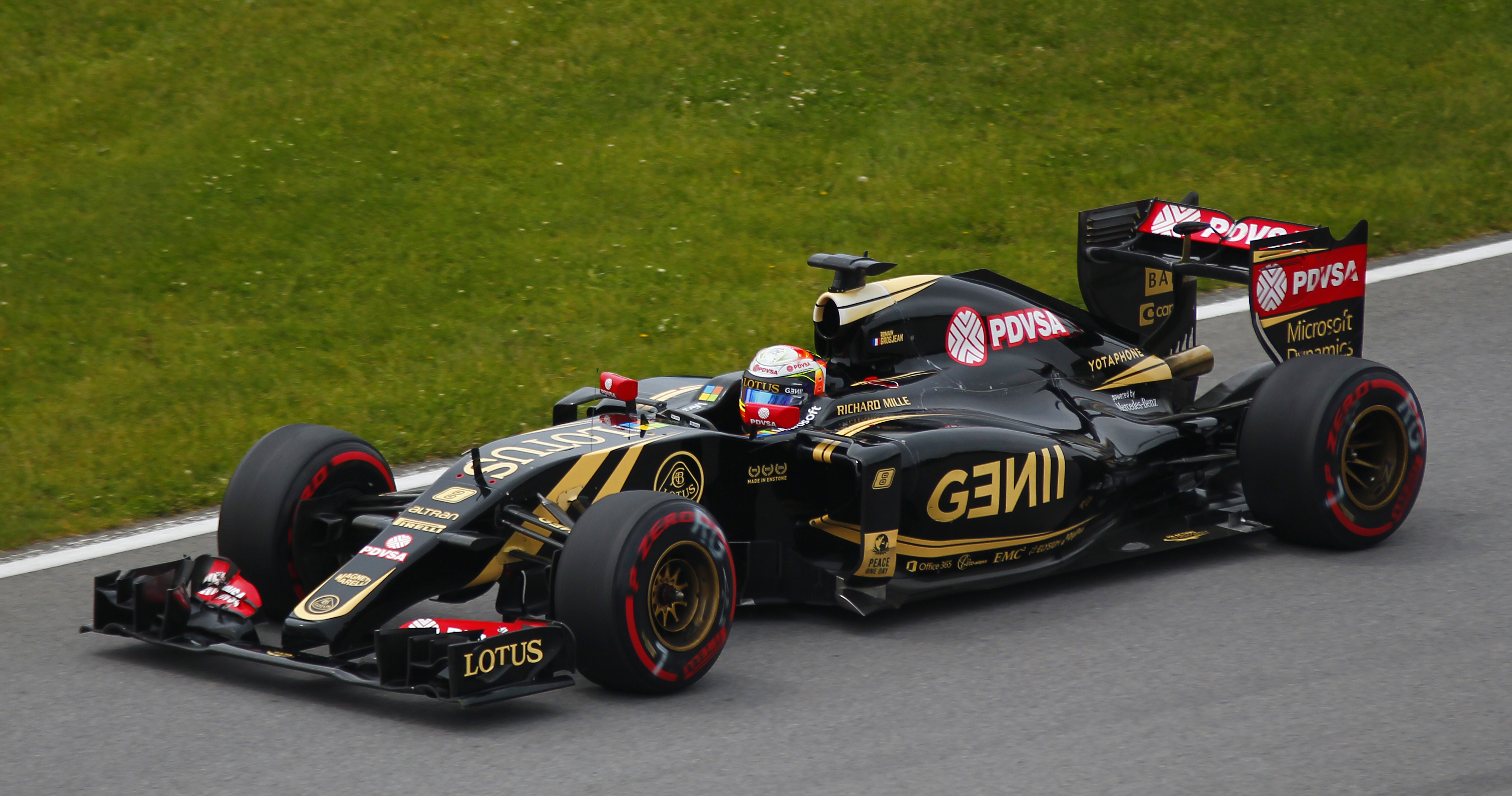
Monoplaza de Romain Grosjean en el Gran Premio de Canadá de 2015

Su compañía hermana Team Lotus, fundada en 1958 por Colin Chapman, ha sido una de las más prestigiosas escuderías que han corrido el mundo de la Fórmula 1 en el pasado, dejando a su paso grandes campeones del mundo desde 1958 hasta su retirada en 1994 y su retorno en 2011, conquistando 7 campeonatos de constructores, siendo el cuarto equipo en este apartado.
Años más tarde, en 2010, el nombre Lotus volvió a la Fórmula 1, de la mano de un representante anglo-malayo que no logró devolverle al equipo sus días de gloria. Dos temporadas sin puntos, sumados a disputas legales por competir como Team Lotus, supuso que dejara de competir como tal para 2012. El camino de representar a Lotus en la Fórmula 1 fue retomado por Lotus F1 Team, un equipo propiedad de Genii Capital que compite en la actualidad con la licencia de Lotus Cars. Lotus Cars patrocina a Lotus F1 Team desde 2012, anteriormente Renault F1 Team.[cita requerida]

#### Campeones mundiales de Fórmula 1 con Team Lotus
- 1963: Jim Clark (7 victorias, 7 pole positions, 6 vueltas rápidas).
- 1965: Jim Clark (6 victorias, 6 pole positions, 6 vueltas rápidas
- 1968: Graham Hill (3 victorias, 2 pole positions).
- 1970: Jochen Rindt (5 victorias, 3 pole positions 1 vuelta rápida – Falleció antes de culminar la temporada y fue el único campeón póstumo de toda la historia de la F1).
- 1972: Emerson Fittipaldi (5 victorias, 3 pole positions).
- 1978: Mario Andretti (6 victorias, 8 pole positions, 3 vueltas rápidas).

### IndyCar

#### Historia previa
Lotus ya compitió en la IndyCar Series durante los años 1950 y 1960, que culminó con Jim Clark ganando las 500 millas de Indianápolis en 1965.

#### Regreso en 2010

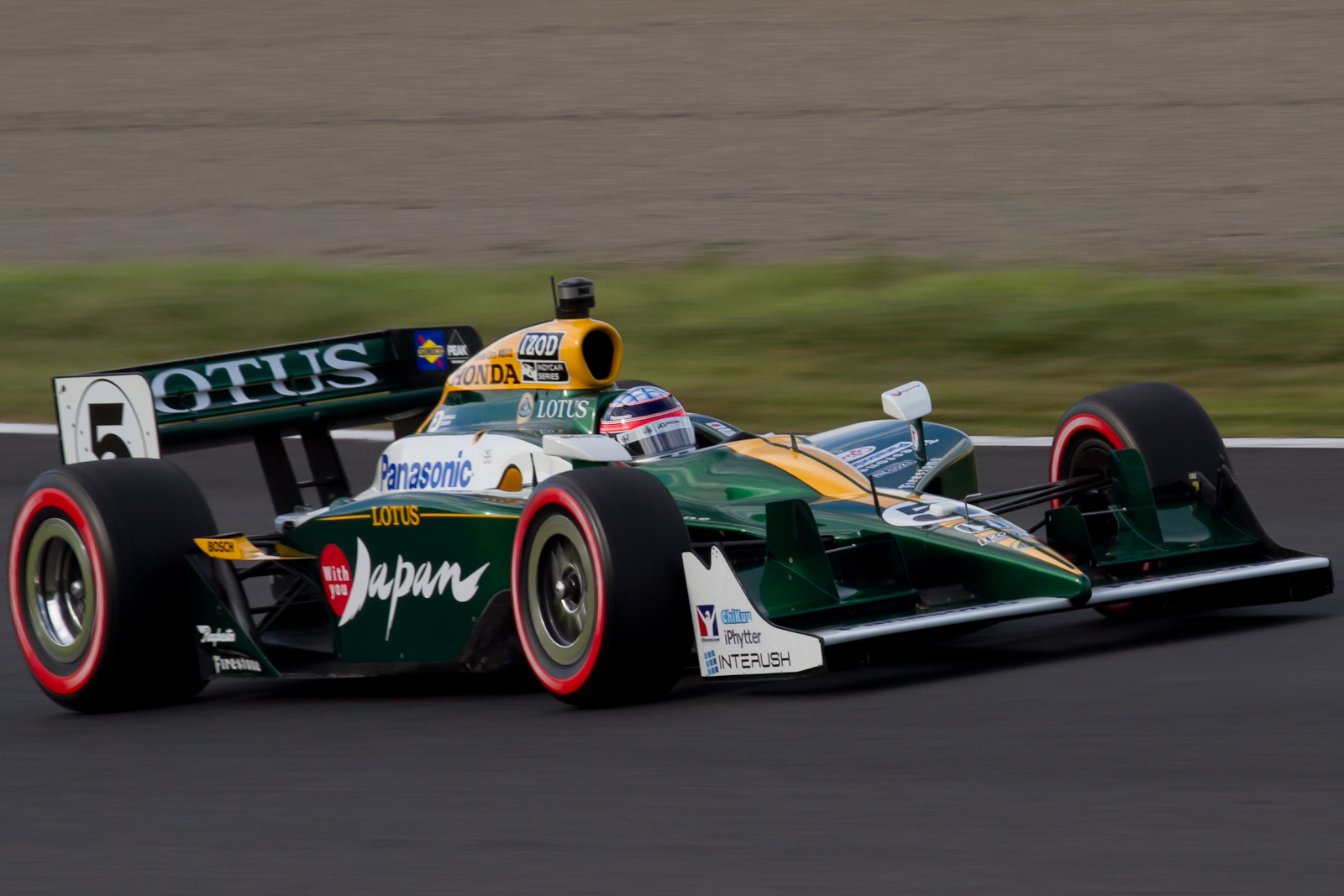
Takuma Satō al volante de su KVRT-Lotus en la fase de calificación de la Indy Japan 300 de 2011

Lotus y Cosworth han entrado en una nueva colaboración técnica y comercial con el equipo de IndyCar Series KV Racing Technology para competir en las IndyCar 2010 con los clásicos colores verde y amarillo de Lotus.
Al volante del Lotus-Cosworth de IndyCar Series está el expiloto de Fórmula 1 Takuma Satō, en su primera temporada en las IndyCar Series.
El ingreso en la Serie IndyCar es consecuencia del reciente anuncio de Lotus y Cosworth para hacer una asociación estratégica mirando la oportunidad de desarrollar motores de alto rendimiento para carretera.
Durante los días previos a las 500 millas de Indianápolis, Sato y su Lotus hicieron un acto conmemorativo de la victoria de Lotus en las 500 millas de 1965, de la mano de Jim Clark. Jimmy Vasser rodó al volante de aquel Lotus en paralelo con el de Sato, para recordar aquel triunfo y celebrar el regreso de la marca a la competición. Además, Takuma lució un casco especial durante la mítica carrera, en la que acabó 20.º después de ser sancionado cuando iba en los primeros diez lugares. Sato estuvo a punto de conseguir un podio en Iowa, rodando tercero, cuando unos doblados le obligaron a apartarse de la trazada y tuvo un accidente. Además, el japonés se clasificó tercero en la parrilla de salida de la carrera de Mid-Ohio.
Además, Lotus ya anunció que en el futuro pretende tener un papel más destacado en la categoría, al proveer desde 2012 el paquete aerodinámico y los motores.
En 2011, Lotus Cars sigue asociado con KV Racing Technology, pero de manera todavía mayor, patrocinando a tres monoplazas. Aquella temporada, KV-Lotus mejoró sus prestaciones, logrando tres podios y dos pole position de la mano de Tony Kanaan y otras dos posiciones preferentes con Takuma Satō.
A partir de 2012, Lotus pasa a patrocinar varios equipos de la categoría.

### ART GP

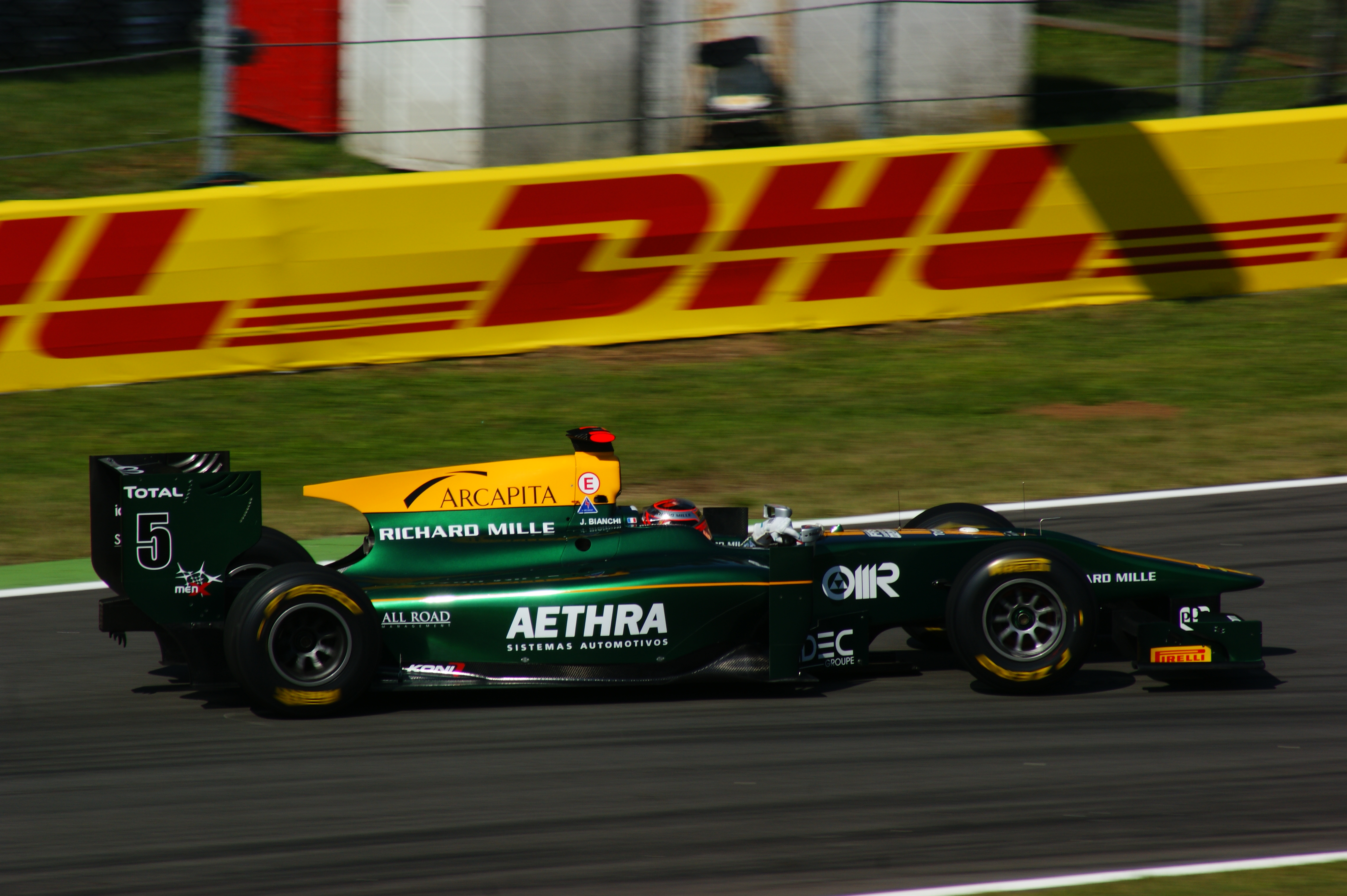
Jules Bianchi conduciendo su Lotus ART en el Autodromo Nazionale di Monza en 2011

A partir del 2011, Lotus Cars se convierte en el principal patrocinador de la escudería ART Grand Prix, la cual cambia de colores y luce el nombre de Lotus ART en la GP2 y GP3.[cita requerida]